# Kolegium Weirdsister. Przygód niefortunnej czarownicy ciąg dalszy
Kolegium Weirdsister. Przygód niefortunnej czarownicy ciąg dalszy (ang. Weirdsister College, 2001–2002) – brytyjski serial fantasy dla młodzieży w reżyserii Alexa Kirby’ego i Stefana Pleszczynskiego. Jest to sequel popularnego serialu Niefortunna czarownica, nadawanego w latach 1998–2001.
Światowa premiera serialu miała miejsce 5 listopada 2001 roku na antenie ITV. Ostatni odcinek został wyemitowany 8 lutego 2002 roku. W Polsce serial nadawany jest na kanale Filmbox Family.

## Fabuła
Serial przedstawia dalsze losy Mildred Hubble, niezdarnej młodej wiedźmy, która po ukończeniu akademii panny Amelii Cackle rozpoczyna naukę w college’u Weirdsister.

## Obsada
- Georgina Sherrington jako Mildred Hubble
- Felicity Jones jako Ethel Hallow
- Stephanie Lane jako Deirdre Swoop
- Abeille Gelinas jako Cas Crowfeather
- Bobby Barry jako Nicholas "Nick" Hobbes
- Sacha Dhawan jako Azmat Madaridi
- Kent Riley jako Tim Wraithewight
- Charmian May jako profesor Alicia Thunderblast
- Jaye Griffiths jako doktor Jenny Wendle
- Eric Loren jako doktor Andy Starfinder
- John Rogan jako profesor Johnathan Shakeshaft
- Jenny Galloway jako Veronica Dewdrop
- Christian Coulson jako Ben Stemson
- Heather Wright jako Elaine Stemson
- Kate Duchêne jako panna Hardbroom
- Jessica Fox jako Enid Nightshade

## Spis odcinków
| N/o            | Polski tytuł                | Angielski tytuł       |
| -------------- | --------------------------- | --------------------- |
|                |                             |                       |
| SERIA PIERWSZA |                             |                       |
|                |                             |                       |
| 01             | Wszechwidzące oko           | The All Seeing Eye    |
|                |                             |                       |
| 02             | Byle nie w piątek           | Never On Friday       |
|                |                             |                       |
| 03             | Gargulec                    | The Gargoyle          |
|                |                             |                       |
| 04             | Pod kreską                  | The End of Misery's   |
|                |                             |                       |
| 05             | Cały ten jazz               | All That Jazz         |
|                |                             |                       |
| 06             | Łapacz snów                 | Dreamcatcher          |
|                |                             |                       |
| 07             | Gdzie jest doktor Foster?   | Dr. Foster, I Presume |
|                |                             |                       |
| 08             | Siódmy zmysł                | The Seventh Sense     |
|                |                             |                       |
| 09             | Złoty kociołek              | The Golden Cauldron   |
|                |                             |                       |
| 10             | Najlepsze przyjaciółki      | Good Friends          |
|                |                             |                       |
| 11             | Tajemnica starego profesora | Shaky Foundations     |
|                |                             |                       |
| 12             | Szepty i głosy              | The Whisperer         |
|                |                             |                       |
| 13             | Wrota mocy                  | The Gates of Power    |
|                |                             |                       |